# Élisabeth-Sophie Bonicel
Élisabeth-Sophie Bonicel (1764-1848), dite « La Mère des Cévennes », est la mère de François Guizot.
Sa vie durant, elle joue auprès de lui un rôle important. Elle est remarquée par ses contemporains pour ses mœurs austères et simples.

## Biographie

### Origines familiales
Élisabeth-Sophie Bonicel naît le 6 décembre 1764 à Nîmes. Originaire du hameau de Felgerolles, sur la paroisse du Pont-de-Montvert, elle est la fille de Jean-Jacques Bonicel, avoué et procureur du sénéchal à Nîmes. La famille, de bourgeoisie cévenole aisée calviniste:14, est liée aux camisards et ses membres risquent leur vie dans les assemblées du Désert:172.

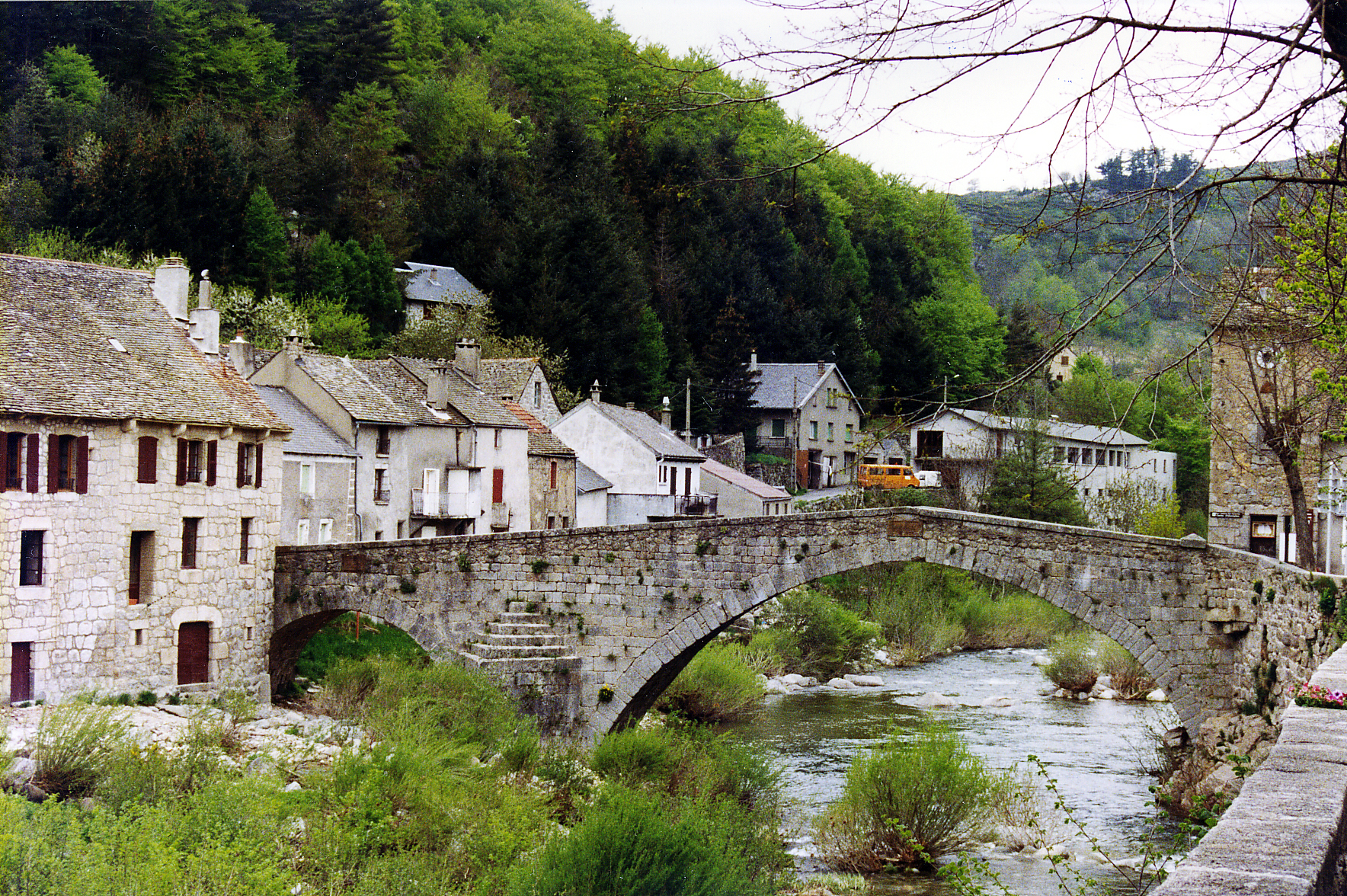
Le Pont-de-Montvert, Cévennes.

### Mariage et veuvage
Elle épouse en décembre 1786 André Guizot, avocat de son état. Ils ont deux enfants : François en 1787, futur homme d'État, et Jean-Jacques en 1789, futur haut fonctionnaire. Ce n'est qu'au printemps suivant l'édit de Tolérance de novembre 1787 que la famille dispose d'un état civil régulier:14-15.
Partisan des Girondins lors de la Révolution, André Guizot est guillotiné à Nîmes le 8 avril 1794, à l'âge de 27 ans:15. Devenue veuve, Elisabeth-Sophie porte les couleurs du deuil et la lettre d'adieu de son époux sur sa poitrine jusqu'à sa mort, c'est-à-dire pendant 54 ans:172. Matériellement dans la gêne, elle s'installe avec ses fils à Genève en 1799:15. En 1805, elle retrouve Nîmes jusqu'à la mort de son père en 1823, puis s'installe à Paris auprès de François devenu ministre.

### Importance dans la vie de son fils François

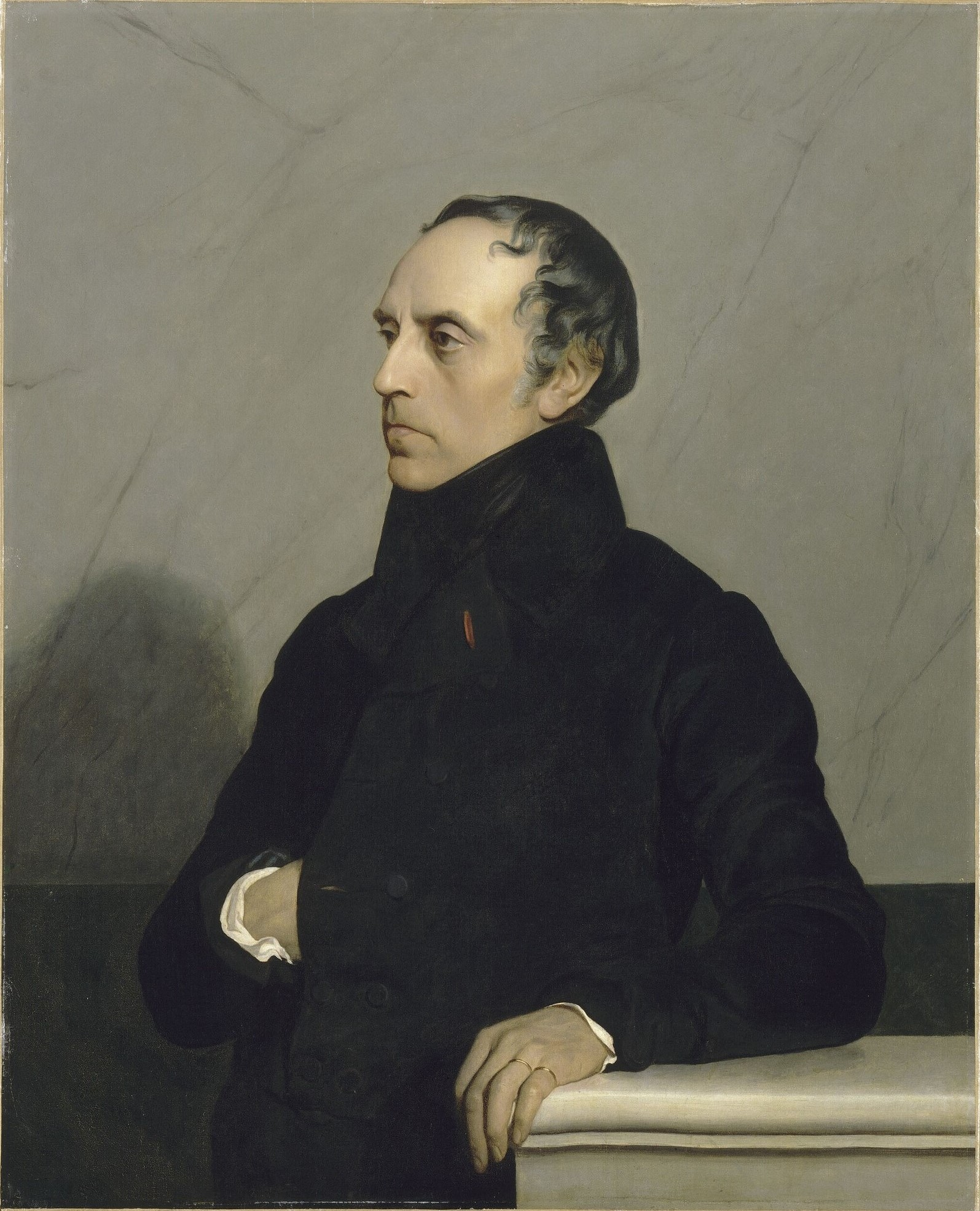
François Guizot, Jean-Georges Vibert d'après un portrait de Paul Delaroche.

Gaie et spirituelle, bien que médiocrement cultivée, elle devient à la mort de son mari autoritaire et sévère, entièrement dévouée à ses fils et exigeant d'eux, notamment de François, un comportement exemplaire. A celui-ci, âgé de seulement 18 ans, elle écrit : « Les malheurs de ta mère ne peuvent être allégés que par les vertus et la conduite de son fils »:174. Elle désapprouve son mariage en 1812 avec Pauline de Meulan, qu'elle ne rencontre que deux ans plus tard. Elle tente en vain de convaincre son fils, veuf en 1827, de ne pas épouser la nièce de Pauline, Elisa Dillon. À la mort de cette dernière en 1833, elle est libre d'élever ses quatre petits-enfants, et tout particulièrement les trois derniers issus du second mariage de François : Henriette née en 1829, Pauline née en 1831 et Guillaume né en 1833:174. Dans une lettre de 1857 à Henriette, François avoue : « Elle m'a offensé deux fois dans mes plus chères affections. L'impression m'en est toujours restée », comportement qu'il explique par le fait qu'elle possède un « grand cœur et [un] grand caractère avec un esprit insuffisant pour régler sa passion et éclairer sa vertu »:176. En 1840, il écrit à sa mère : « Ce que vous avez fait pour moi quand j'étais enfant et n'avais plus de père, vous le faites aujourd'hui pour mes enfants qui n'ont plus de mère. Il y a en vous deux choses inépuisables, infinies, la tendresse et le courage »:177.
Elle reçoit ou visite des personnalités d'importance à Paris ou dans le Calvados à la demande de son fils et en son nom, notamment lors de l'ambassade à Londres de celui-ci en 1840:174 .

### Description par ses contemporains
Elle apparaît régulièrement « au milieu du cercle » des « amis politiques et littéraires » de son fils François. Pierre-Paul Royer-Collard l'apprécie particulièrement. La duchesse de Broglie, Albertine Ida Gustavine de Staël-Holstein, épouse de Victor de Broglie et fille de Germaine de Staël, partage sa piété:174-175.
Amélie Lenormant, nièce de la salonnière Juliette Récamier, décrit celle qu'elle rencontre à Auteuil au printemps 1844 : « Austère et passionnée, cette âme héroïque avait toutes les délicatesses de la sensibilité, et gardait à quatre-vingts ans une vivacité d'esprit, une chaleur d'enthousiasme, une grâce de bonté merveilleuses. La rigidité de son costume, qu'elle avait adopté dans la fleur de sa jeunesse, au moment où son mari avait péri sur l'échafaud, ajoutait à l'éclat de ses beaux yeux, limpides et brillants comme à vingt ans ». François-René de Chateaubriand la rencontre chez Juliette puis apporte la première partie du manuscrit des Mémoires d'outre-tombe pour que Mme Lenormant lui en fasse la lecture. Juliette Récamier la décrit comme sa « vieille et sainte amie » et « la trouve si bonne et si aimable qu'[elle a] pour elle autant de goût que de vénération »:175.
Selon Edmond d'Alton-Shée de Lignières, « ses traits semblaient taillés dans un marbre antique légèrement jauni » : « Au terme d'une longue vie, ses qualités, à l'état pur et natif, n'avaient pas été usées par le frottement du monde. Elle était ce que son fils aurait voulu être, la chose la plus rare en France, un caractère »:175.
Victor Hugo la décrit en 1846 : « La vieille mère de M. Guizot a quatre-vingt-quatre ou cinq ans. Elle assiste aux soirées, assise au coin de la cheminée, en guimpe et en coiffe noire, parmi les broderies, les plaques et les grands cordons. On croit voir, au milieu de ce salon de velours et d'or, une apparition des Cévennes ». Sainte-Beuve, dans le portrait qu'il dresse d'elle en 1864, « [croit] la voir encore (et de ceux qui ont eu l'honneur de la voir une seule fois, quel est celui qui peut l'avoir oubliée ?). La vénérable mère de M. Guizot, dans cette mise antique et simple, avec cette physionomie forte et profonde, tendrement austère […], cette mère du temps des Cévennes à laquelle il resta jusqu'à la fin de ses jours le fils le plus déférent et le plus soumis, je crois la voir encore dans ce salon du ministère où elle ne faisait que passer et où elle représentait la foi, la simplicité, les vertus subsistantes de la persécution et du désert »:175-176.
Selon sa petite-fille Henriette, sa personnalité était « pénétrée jusqu'à la moëlle des traditions et des doctrines qui ont fait le vieil esprit huguenot »:178.
Ary Scheffer donne vers 1843 un portrait de Madame Bonicel-Guizot, où elle pose aux côtés d'une imposante Bible. Jeune homme, François Guizot portraiture lui-même sa mère:173.

### Exil et mort
Lors de la révolution de 1848, elle suit son fils François en exil à Londres où elle arrive le 15 mars:177 et meurt le 31,:37. François Guizot écrit dans des termes similaires à Laure de Gasparin, Amélie Lenormant et Prosper de Barante : « Elle s'est éteinte sans maladie, presque sans souffrance, le corps à peu près aussi tranquille que l'âme. […] Personne ne sait mieux que vous ce que je perds. Je n'ai point connu d'âme plus forte ni de cœur plus inépuisable »:177.
Elle est inhumée au cimetière de Kensal Green, Harrow-road, « un terrain réservé aux dissidents, presbytériens ou autres »:177.

### Postérité
Adolphe de Lescure lui consacre un chapitre de ses Mères illustres (1882), et Véga un ouvrage intitulé La Mère d'un grand homme d'État (1901).